# Stibochiona coresia
Stibochiona coresia är en fjärilsart som beskrevs av Jacob Hübner 1816/41. Stibochiona coresia ingår i släktet Stibochiona och familjen praktfjärilar. Inga underarter finns listade i Catalogue of Life.

## Bildgalleri

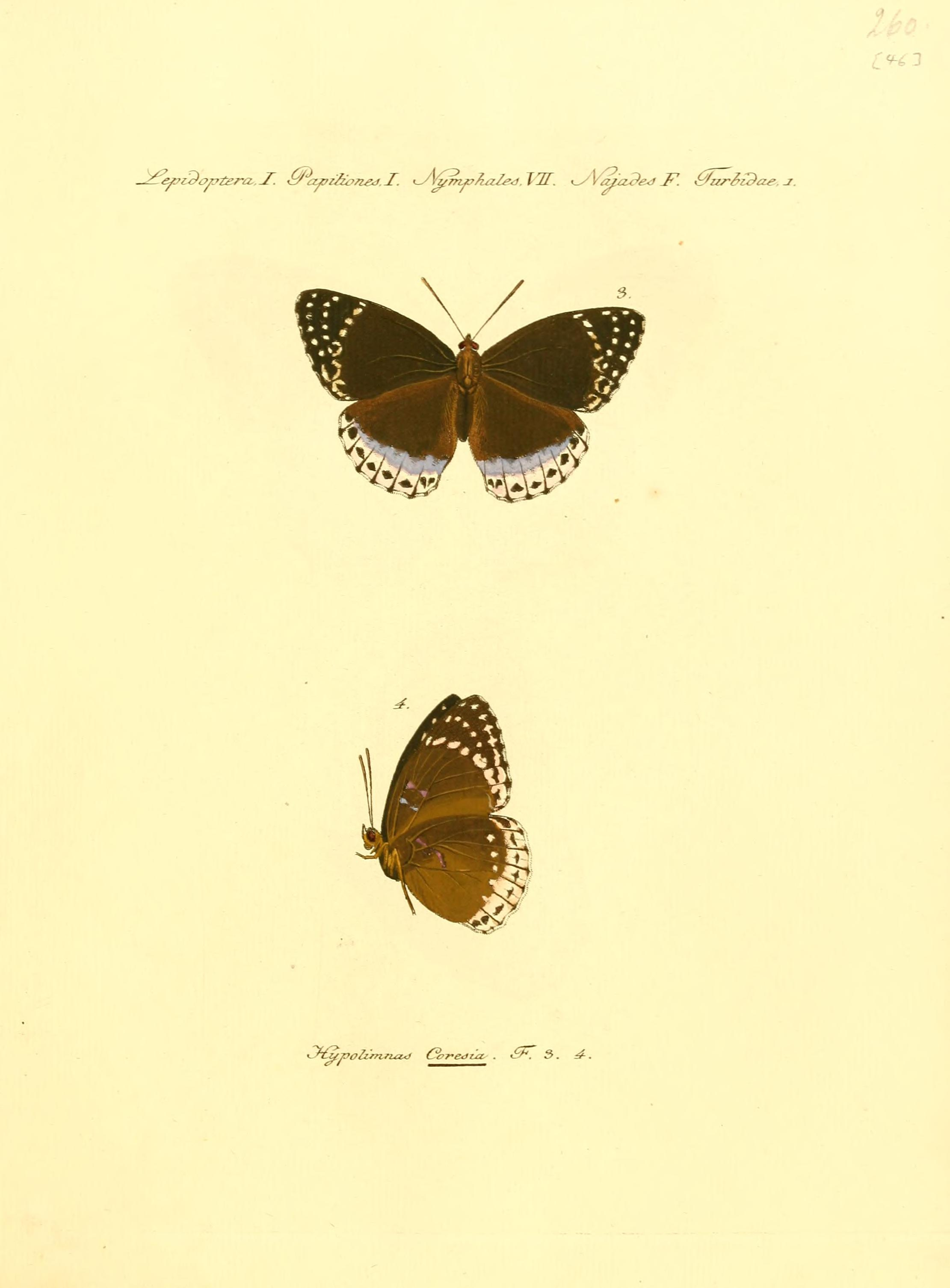